# VfL Maschen
Der VfL Maschen von 1911 e. V. ist ein Sportverein in dem niedersächsischen Ort Maschen, einem Ortsteil der Gemeinde Seevetal im Landkreis Harburg.

## Geschichte
Der Männer-Turn-Verein Maschen, kurz MTV Maschen, wurde am 16. Juli 1911 gegründet. Bereits seit Anfang der 1920er Jahre turnten auch Frauen im Verein mit. 1952 wurde der Verein in Verein für Leibesübungen Maschen von 1911 e. V. umbenannt. Der VfL pachtete 1954 das heutige Sportgelände an der Autobahn und errichtete dort u. a. ein Umkleidehaus. Nach dem Bau einer neuen Schule mit zugehöriger Sporthalle und einem Schwimmbecken im Jahr 1966 konnten verschiedene neue Sportarten angeboten werden und die Mitgliederzahlen verfünffachten sich bis 1970 auf über 1000. In den 1970er und 80er Jahren wurde das Angebot an Sportanlagen um eine eigene Sporthalle, drei Tennisplätze, ein Fußballfeld und eine Beachvolleyball-Anlage erweitert. 1986 lag die Mitgliederzahl auf einem Rekordstand von 2100 Mitgliedern. 1993 wurde das Sportgelände an die Gemeinde verkauft. Neue Sparten wie Basketball oder Tanzen wurden ins Programm aufgenommen. Der Name des Fußballplatzes August-Erdmann-Platz wird 2007 an den Sponsor Rudolf Sievers verkauft und in Rudolf Sievers Arena umbenannt.
…== Abteilungen ==

### Fußball
Die Fußball-Abteilung des VfL Maschen ist eine der größten und erfolgreichsten des Landkreises. Größter Erfolg der Vereinsgeschichte war 2005 der Gewinn der Meisterschaft in der Landesliga und der damit verbundene Aufstieg in die Oberliga Niedersachsen Ost, der damals vierthöchsten Spielklasse. Nach vier Jahren in der Oberliga – bestes Ergebnis war Platz sechs in der Saison 2007/08 – folgte am Ende der Saison 2008/09 der Abstieg in die Bezirksoberliga Lüneburg. Es folgten zwei weitere Abstiege, so dass der VfL seit 2011 in der Kreisliga Harburg antritt.
Neben der ersten Mannschaft gibt es beim VfL auch eine zweite Herren-Mannschaft, eine Seniorenmannschaft und seit 2010 auch ein Frauenteam. Dazu kommen 18 Jugendteams in allen Altersklassen.

### Badminton
Die Badminton-Abteilung wurde 1981 gegründet. 1990 schloss sie sich mit der Badminton-Abteilung des Nachbarvereins TSV Eintracht Hittfeld zur SG Maschen-Hittfeld zusammen. Bis 1997 stieg die 1. Mannschaft bis in die Regionalliga auf, die 2. und 3. Mannschaft spielten in der Landes- bzw. Bezirksoberliga. 2000 stieg die 1. Mannschaft ab in die Oberliga, doch in der Folgezeit ging es wieder stetig aufwärts. So gelang 2006 der Aufstieg in die 2. Badminton-Bundesliga und 2008 die Vizemeisterschaft.
In der Erwachsenenklasse wurden unter anderem 2 Deutsche Vizemeistertitel, 10 Norddeutsche Meistertitel, 9 Norddeutsche Vizemeistertitel, 35 Niedersächsische Landesmeistertitel, 63 Bezirksmeistertitel, 7 Kreismeistertitel, 2 Deutsche Ranglistensiege, 21 Niedersächsische Landesranglistensiege und 7 Bezirksranglistensiege gewonnen. Die Junioren gewannen u. a. zwei norddeutsche Meisterschaften und einen deutschen Ranglistensieg. Bei den Deutschen Seniorenmeisterschaften erreichten Kristine Anschütz und Stephan Burmeister zwischen 2006 und 2010 mehrmals Plätze unter den ersten drei in der Altersklasse O35.

### Weitere Abteilungen
Des Weiteren werden beim VfL Maschen die Sportarten Kampfsport, Schwimmsport, Tanz, Tennis, Tischtennis, Turnen und Volleyball sowie eine Herzsportgruppe angeboten.